# كريس جونز (لاعب كرة قدم ويلزي)
كريس جونز (بالإنجليزية: Chris Jones)‏ (12 سبتمبر 1989 بسوانزي في المملكة المتحدة - ) هو لاعب كرة قدم ويلزي في مركز الهجوم. شارك مع منتخب ويلز تحت 17 سنة لكرة القدم ومنتخب ويلز تحت 19 سنة لكرة القدم ومنتخب ويلز تحت 21 سنة لكرة القدم. أما مع النوادي، فقد لعب مع ذا نيو سينتس وسوانزي سيتي وغريمسبي تاون وكامبريدج يونايتد ونادي نيث وPort Talbot Town F.C. ‏ ونادي غلوستر سيتي.

## وصلات خارجية
- كريس جونز على موقع قاعدة بيانات كرة القدم.إي يو (الإنجليزية)
- كريس جونز على موقع Soccerbase.com (لاعب) (الإنجليزية)